# 萨沙·德莱恩
迪維斯·沙沙·德蘭，（Devis Sasa Delain），1976年3月9日，剛果民主共和國职业足球运动员，现況不明，而在他的職業生涯前期在德國效力過烏丁根及利華古遜，亦在到過土耳其效力埃祖姆士邦，並曾到阿爾巴尼亞球會地拉拿柏迪辛尼及法拿莫達利。

## 連結
- Profile at Kicker.de （德文）
- Profile at TFF.org （页面存档备份，存于）
- FSHF player data